# レズリー・グローヴス
レズリー・リチャード・グローヴス・ジュニア（Leslie Richard Groves Jr., 1896年8月17日 - 1970年7月13日）は、アメリカ陸軍の軍人。最終階級は中将。原爆開発のためのマンハッタン計画を指揮したことで知られる。レズリー・R・グローブスとも。

## 経歴
グローヴスは1896年、ニューヨーク州オールバニ市に生まれる。ワシントン大学で学び、その後マサチューセッツ工科大学に転学した。1916年、ウェストポイント士官学校に入学し、席次4番で卒業する。1918年11月に陸軍工兵に少尉として任官する。1918年から1921年まで陸軍工兵学校に席を置く。その後アメリカ本土、ハワイ、ヨーロッパおよびニカラグアで軍務に服役する。1936年に指揮幕僚大学を卒業、1939年に陸軍大学を卒業した。
グローヴスは、ウェストポイント士官学校を優秀な成績で卒業し、軍人としても任務遂行能力の高さを評価されていたが、昇進は非常に遅く、中尉として10年以上任官するという異例の昇進の遅さで、その後長らく大佐の地位に甘んじており、マンハッタン計画発足当時は、最年長の陸軍大佐であった。グローヴスは、国防総省建築にも携わるなど、様々な軍事施設の建築に携わったが、その手法は荒く、国費を湯水のごとく使ったため、国費濫用として国会で諮問を受けたことがあった。
1942年にマンハッタン計画が発足し、同計画の統括部門は陸軍が担当することになり、同年9月16日当時大佐であったグローヴスが軍の責任者に任命された。同年9月23日、グローヴスは、准将に昇進する。グローヴスは、マンハッタン計画の科学部門責任者の候補を選出に着手した。1942年10月8日、カリフォルニア大学バークレー校で、ロバート・オッペンハイマーと出会い、オッペンハイマーが科学部門の責任者に適任であると見出し、オッペンハイマーを推薦した。オッペンハイマーをマンハッタン計画の科学部門の責任者に任命することに対しては、軍事政策委員会をはじめとして反対意見が多かったが、グローヴスはオッペンハイマーの任命に反対であるならば、それ以外の適任者を推薦して欲しいと投げかけ、1942年10月末までには、オッペンハイマーが責任者となった。
こうして、マンハッタン計画の科学部門責任者も決まったが、グローヴスとロバート・オッペンハイマーは、原爆実現に向けて、開発方法を討議した。彼らは、全米各地に原爆開発に携わる科学者が散在して、原爆開発を行うことは非効率と考え、また、議論を活発にさせなくてはならないと考え、科学者を1か所の秘匿された場所に集めるという結論が下された。1942年11月、グローヴスとオッペンハイマーは、原爆開発の候補地を選定し、ニューメキシコ州ロスアラモスに原爆開発の研究所を設立した(1943年春、研究所落成)。
その後、オッペンハイマーがロスアラモス研究所の所長となり、原爆兵器実現に向けた研究が進み、1945年7月16日、人類史上初の核兵器の実験であるトリニティ実験が行われ、実験は成功した。原爆投下の是非について議論が行われたが、グローヴスはその時点で既に20億ドルもの巨額の費用を投じていた手前、原爆投下をしないという選択は出来ず、原爆投下に賛成した。
そして、1945年8月6日に広島に原爆が投下され、8月9日には長崎に原爆が投下された(日本への原子爆弾投下参照)。
グローヴスは、戦時中の1944年に陸軍少将に昇進し、戦後の1948年陸軍中将に昇進した。同年2月に退役する。グローヴスは、カリフォルニア大学バークレー校など7つの大学から名誉工学博士号を授与された。
退役後は、1961年秋まで、スペリー・ランドのレミントンランド部門の副総裁を務めた。
グローヴスとオッペンハイマーは真逆の性格であったが、不思議と馬が合い、1967年にオッペンハイマーが死去した際には、グローヴスは葬儀に参列した

## グローヴズを演じた人物
- ポール・ニューマン - 映画『シャドー・メーカーズ』（1989年）
- マット・デイモン - 映画『オッペンハイマー』（2023年）